# 三浦千幸
三浦 千幸（みうら ちゆき、11月17日 - ）は、日本の女性声優。宮城県出身。賢プロダクション所属。

## 略歴
学生時代はバドミントンと水泳をしていたという。
2016年に第2回声優アーティスト育成プログラム・セレクション、声優養成所スクールデュオを経て賢プロダクション所属となる。

## 人物
特技は歌唱、東北弁、水泳、絵を描くこと。趣味はゲーム、ゲーム実況を見る。

## 出演
太字はメインキャラクター。

### テレビアニメ
2017年
- ドリフェス!R（ファン）

2018年
- パズドラ（2018年 - 2025年、ハルカ、ランラ）
- からくりサーカス（ベス、プラハの街女）

2019年
- 進撃の巨人（2019年 - 2022年、フェイ・イェーガー、エーベル・レイス、始祖ユミル） - 2シリーズ
- ダンベル何キロ持てる?（女学院生）
- PSYCHO-PASS サイコパス 3（慎導灼〈少年時代〉）
- ちはやふる3（2019年 - 2020年、客、女子、富士崎女子生徒、塾女子）

2020年
- 僕のヒーローアカデミア（2020年 - 2021年、女子児童、志村華） - 2シリーズ
- もっと!まじめにふまじめ かいけつゾロリ（女子たち）
- アサルトリリィ BOUQUET（田村那岐）
- NOBLESSE -ノブレス-（タキオの妹）

2021年
- 回復術士のやり直し（店員）
- SHAMAN KING（クラスメイト）
- サザエさん
- 新幹線変形ロボ シンカリオンZ（子供）
- ジャヒー様はくじけない!（女子高生B）
- 世界最高の暗殺者、異世界貴族に転生する（イーファ）
- ポケットモンスター（オニオン）
- ガンプラくん、ガンダムベース攻略戦（2021年、ガンプラくん）

2022年
- クレヨンしんちゃん（2022年 - 2025年、キッズC、女性B、生徒A）
- シャインポスト（ファン）
- 最近雇ったメイドが怪しい（生徒C）
- ポプテピピック TVアニメーション作品第二シリーズ（うさぎC、子供A）

2023年
- もういっぽん!（氷浦永遠）
- ノケモノたちの夜（女性）
- 呪術廻戦 懐玉・玉折/渋谷事変（生徒）
- AIの遺電子（後藤莉音）
- BEYBLADE X（ファン）
- ビックリメン（女子E）

2024年
- 魔法少女にあこがれて（青果店のお姉さん）
- シンカリオン チェンジ ザ ワールド（2024年 - 2025年、タイセイ〈幼少期・10歳〉）
- ブルーアーカイブ The Animation（ノノミ）
- 小市民シリーズ（林）
- 株式会社マジルミエ（少女）
- らんま1/2 (2024)（女子）

2025年
- 青の祓魔師 終夜篇（雪男〈赤子〉）

2026年
- 死亡遊戯で飯を食う。（幽鬼）

### 劇場アニメ
- 竜とそばかすの姫（2021年）[14]
- バブル（2022年）
- 劇場版 PSYCHO-PASS サイコパス PROVIDENCE（2023年、子供）

### Webアニメ
- ぽかぽかマグマッグハウス（2021年、アンナ[15]）
- Pokémon Evolutions（2021年、N〈幼少期〉）
- ブルーアーカイブ 1.5周年記念ショートアニメーション（2022年、十六夜ノノミ）
- ん、先生、ちょっとお時間もらうね。（2023年、十六夜ノノミ）
- PLUTO（2023年、ワシリー）

### ゲーム
2010年代
- 8 beat Story♪（女の子）
- プリンセスコネクト！Re:Dive（2019年、カカオウラ、女性）
- ドラゴンクエストXI 過ぎ去りし時を求めて S ボイスドラマ（2019年、バニー、アラウネ）
- Epic Seven（2019年、ジェナ）

2020年代
- ラストピリオド -終わりなき螺旋の物語-（2020年、クリスタル）
- CODE:SEED -星火ノ唄-（2020年、マルコ・ポーロ）
- ブルーアーカイブ -Blue Archive-（2021年 - 2023年、十六夜ノノミ）
- くちなしアンプル（2021年、メアリアン）
- 異世界に飛ばされたらパパになったんだが 〜精霊騎士団物語〜（2021年、アゾット）
- サンローラン騎士団（2023年、アラン）
- World of Warships: Legends（2024年、十六夜ノノミ）
- ゼルダの伝説 知恵のかりもの（2024年、ゼルダ姫）
- アークナイツ（2024年、ロープ〈2代目〉）
- グランブルーファンタジー（2024年、ウルキ）

### ドラマCD
- 午前0時、キスしに来てよ（女の子）
- 僕のヒーローアカデミア

### 吹き替え

#### 映画
- おじさんに気をつけろ!（メイジー・ラッセル〈ギャビー・ホフマン〉）※VOD版
- ライリー・ノース（カーリー、マリア）
- ゴリラのアイヴァン（2020年、公園の少女）
- フィール・ザ・ビート（2020年、サラ）
- マーベルズ（2023年、少女モニカ2[23]）

#### ドラマ
- クリミナル・マインド14 FBI行動分析課 #12（2019年）
- Face to Face -尋問-（2020年、クリスティーナ〈アルマ・エケヒズ・トムセン〉[24]）
- ザ・クラウン シーズン4 #9、#10（2020年）
- THIS IS US/ディス・イズ・アス シーズン4 #11、#12、#13（2021年）

#### テレビ番組
- ジェシーとネシーのなんでかな?（黄色い葉、シロ）

#### アニメ
- トッツ とべ! あかちゃん おとどけたい（サニー、ペン）
- Fruit Ninja Frenzy Force（赤毛の女の子、ジル）

### テレビ番組
※はインターネット配信。
- 末柄・三浦のSTREAMERS集会所（2021年 - 2022年、ニコニコ生放送※）[25]

### ラジオ
※はインターネット配信。
- ブルアカらじお（2024年 - 、文化放送・超!A&G+※）[26]

### デジタルコミック
- BookLive ボイスコミック『推しが我が家にやってきた』【マンガ動画】（2020年）  #2-1、#2-2
- BookLive ボイスコミック『推しが我が家にやってきた』マンガ動画付き特別版＜きゅんきゅんショート＞（2021年）
- ボイスドラマ『【ブルーアーカイブ】ノノミASMR〜ほのかな体温を感じる距離〜』（2022年、ノノミ）

## ディスコグラフィ

### キャラクターソング
| 発売日        | 商品名                                                 | 歌                         | 楽曲                     | 備考                                                                              |
| ------------- | ------------------------------------------------------ | -------------------------- | ------------------------ | --------------------------------------------------------------------------------- |
| 2022年7月     | かがやきサマーデイズ                                   | アビドス高等学校対策委員会 | 「かがやきサマーデイズ」 | Webアニメ『ブルーアーカイブ 1.5周年記念ショートアニメーション』エンディングテーマ |
| 2024年1月21日 | 全力絶対Come☆True                                      | イタズラ☆ストレート        | 「全力絶対Come☆True」    | ゲーム『ブルーアーカイブ -Blue Archive-』関連曲                                   |
| 2024年9月11日 | 青春のアーカイブ/真昼の空の月                          | アビドス高等学校対策委員会 | 「青春のアーカイブ」     | テレビアニメ『ブルーアーカイブ The Animation』オープニングテーマ                  |
| 2024年9月11日 | 青春のアーカイブ/真昼の空の月                          | アビドス高等学校対策委員会 | 「真昼の空の月」         | テレビアニメ『ブルーアーカイブ The Animation』エンディングテーマ                  |
| 2025年1月19日 | ブルーアーカイブ 青春あんさんぶる Vol.9 「対策委員会」 | 対策委員会                 | 「一緒の約束」           | ゲーム『ブルーアーカイブ -Blue Archive-』関連曲                                   |

### シリーズ一覧
1. ↑  Season 3 Part 2（2019年）、The Final Season Part 2（2022年）
2. ↑  第4期（2020年）、第5期（2021年）

### ユニットメンバー
1. 1 2 3  ホシノ（花守ゆみり）、シロコ（小倉唯）、ノノミ（三浦千幸）、セリカ（大橋彩香）、アヤネ（原田彩楓）
2. ↑  アリス（田中美海）、アル（近藤玲奈）、ノノミ（三浦千幸）、ヒフミ（本渡楓）、ユウカ（春花らん）